# Безімено
Безімено (рос. Безымено) — село у Грайворонському районі Бєлгородської області Російської Федерації.
Населення становить 841 особу. Входить до складу муніципального утворення Грайворонський міський округ.

## Історія
Населений пункт розташований у східній частині української суцільної етнічної території — східній Слобожанщині.
Згідно із законом від 20 грудня 2004 року № 159 від 1 січня 2006 року до квітня 2018 року органом місцевого самоврядування було Безименське сільське поселення.
28 березня 2024 року зранку дві ФАБ-250 виявили у районі села. Їх "впустив" бомбардувальник Росії.

## Населення
| 2002 | 2010 | 2012 | 2013 | 2014 | 2015 | 2016 |
| ---- | ---- | ---- | ---- | ---- | ---- | ---- |
| 952  | ↘841 | ↘814 | ↘813 | ↘805 | ↗807 | ↘794 |